# Synchiropus marmoratus
Synchiropus marmoratus là một loài cá biển thuộc chi Cá đàn lia gai (Synchiropus) trong họ Cá đàn lia. Loài này được mô tả lần đầu tiên vào năm 1855.

## Phân bố và môi trường sống
S. marmoratus có phạm vi phân bố ở Tây Ấn Độ Dương. Loài cá này được tìm thấy dọc theo bờ biển Đông Phi, trải dài đến vịnh Maputo, Mozambique.

## Mô tả
Mẫu vật lớn nhất của S. marmoratus có chiều dài cơ thể được ghi nhận là 13 cm, thuộc về cá thể đực; cá cái có chiều dài tối đa được ghi nhận là 11 cm. Cơ thể của chúng có các vân màu xám; vây ngực và cận rìa vây bụng có màu hồng hoặc đỏ.
Số gai ở vây lưng: 4; Số tia vây mềm ở vây lưng: 7 - 8; Số gai ở vây hậu môn: 0; Số tia vây mềm ở vây hậu môn: 6 - 8.